# Гаетано Мартіно
Гаетано Мартіно (італ. Gaetano Martino; 25 листопада 1900, Мессіна, Сицилія — 21 липня 1967, Рим) — італійський фізіолог і політик, міністр освіти (1954), міністр закордонних справ (1954—1957), голова Європарламенту (1962—1964).

## Біографія

### Ранні роки
Народився 25 листопада 1900 року в Мессіні, син Антоніо Мартіно — адвоката і члена провінційної ради за списками Республіканської партії, мера Мессіни в 1900—1904 роках, і Розарії Роберто.

### Наукова кар'єра
У 1923 році закінчив Римський університет, де вивчав медицину і хірургію, до 1925 року продовжував навчання в Парижі, Берліні, Лондоні і Франкфурті-на-Майні. З 1926 року був асистентом професора Джузеппе Амантеа в Інституті фізіології людини при Мессінському університеті, в 1930 році отримав професуру в Національному університеті Асунсьйона. Заслуживши репутацію дослідника і викладача, заснував в Парагваї Інститут фізіології людини і створив школу послідовників, в період Чакської війни 1932—1935 року між Парагваєм і Болівією надавав допомогу пораненим. Повернувшись до Італії, очолив кафедру фізіології в Сассарі, в 1934 році став екстраординарним професором біохімії в Мессінському університеті, в 1935 році отримав там же кафедру експериментальної фізіології, в 1936 — кафедру фізіології людини. У 1941 році мобілізований в армію і проходив службу як військовий лікар Мессінського госпіталю імені королеви Маргарити до листопада 1942 року, коли отримав кафедру фізіології людини в Генуезькому університеті. У 1944 році призначений ректором Мессінського університету і залишався на цій посаді до 1957 року, коли очолив кафедру фізіології на медичному факультеті Римського університету, а в 1966—1967 році обіймав посаду його ректора.
Загалом коло наукових інтересів Гаетано Мартіно включало біохімію, фізіологію і фізіопатологію харчування, фізіологію нервової і м'язової систем, експериментальну рефлекторну епілепсію і механізм умовних рефлексів. Президент Італійської спілки за науковий прогрес (Società italiana per il progresso delle scienze). Автор багатьох наукових праць, в тому числі: «Елементи фізіології людини» (Elementi dî fisiologia umana, 1940) «Словник фізіології» (Dizionario di fisiologia, 1945).

### Політична діяльність
У 1946—1948 роках Гаетано Мартіно перебував у ліберальної фракції Установчих зборів Італії, з 1948 по 1967 рік — в ліберальної фракції Палати депутатів Італії перших чотирьох скликань.
З 10 лютого по 19 вересня 1954 року був міністром громадської освіти в першому уряді Шельби.
Міністр закордонних справ Італії з 19 вересня 1954 по 6 липня 1955 року в тому ж першому уряді Маріо Шельба і потім до 19 травня 1957 року — в першому уряді Сеньи. У цей період під контроль Італії була передана так звана «зона А» вільної території Трієст (на підставі лондонського меморандуму 5 жовтня 1954 року), восени 1954 року Італія вступила в Західноєвропейський союз, а в грудні 1955 року — в ООН. Як міністр закордонних справ активно сприяв європейської інтеграції, проведення в 1955 році Мессінської конференції та підписання 27 березня 1957 року Римського договору про ліквідацію всіх перешкод для вільного переміщення людей, товарів, послуг і капіталу на території ФРН, Франції, Італії, Бельгії, Нідерландів і Люксембургу, що призвело згодом до виникнення Європейського економічного співтовариства. Очолював італійські делегації на XV і XVI сесіях Генеральної асамблеї ООН відповідно в 1960 і 1961 роках.
Будучи міністром закордонних справ, Мартіно також досяг домовленості з міністром оборони Паоло Еміліо Тавіані про відправку в архів справ з розслідування військових злочинів німецьких військ на території Італії під час окупації 1943—1945 років. Рішення пояснювалося державними інтересами: на думку двох міністрів, оприлюднення цих матеріалів могло ускладнити міжнародне становище Західної Німеччини, яка в той період активно брала участь в «холодній війні» проти СРСР на боці Заходу. Пізніше скандал здобув популярність під назвою «шафа сорому».
У 1962—1964 роках був президентом Європейського парламенту.
Помер в Римі 21 липня 1967 року.